# 陈公培
陈公培（1901年5月25日—1968年3月7日），原名善基，又名伯璋，曾用名无名、吴明，湖南长沙人。中国共产党最早的5名党员之一，是中华人民共和国政治人物，民主进步人士，政务院参事室参事、第二届至第四届中国人民政治协商会议全国委员会委员。

## 生平

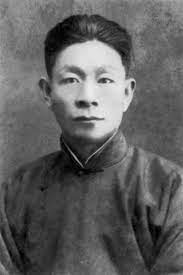
青年时期的陈公培

陈公培早年于金陵大学肄业。1919年他在北京参加工读互助团。1920年6月，他在上海和陈独秀、李汉俊等创建上海共产主义小组。同年7月，他留法勤工俭学。1921年春，他和张申府、赵世炎、周恩来等共同组织旅法中共早期组织，10月他因参加占领里昂中法大学的斗争而被遣送回国。1921年底，他被中国共产党组织派到海南岛建立党组织。在海南，他创建琼海师范学校并任校长，创办报刊，举办巡回书报阅览社，以宣传马克思主义。1922年秋，经中共中央同意，他吸收了罗汉、鲁易、王文明、徐成章、徐天柄、严凤仪、王器民、王大鹏等十多人加入中国共产党。
1924年，他考入黄埔陆军军官学校第二期。在校期间他发起组织火星社，并曾参加两次东征。1926年7月，他参加北伐，任国民革命军第四军政治部副主任。北伐军占领武汉后，他任国民革命军第十一军第二十四师政治部主任、武汉国民政府政治训练部宣传处长、武汉总工会宣传部长、武汉工人运动讲习所教员等职务。1927年，他以中共军事参谋团参谋及第20军特别随行人员参加南昌起义。起义军在潮汕遭到失败后，他到上海，与中国共产党失去了联系。1929年赴日留学，1930年回国后从事地下活动。
1933年，他受蒋光鼐、蔡廷锴部邀请参加福建事变，任国民革命军第十九路军参议，是同中国工农红军之间联络谈判的代表，并同红军代表在江西瑞金签订了《反日反蒋的初步协定》。后来福建事变失败，他赴香港转入地下工作，与多名中共地下党员保持接触和联系，与毛泽东有书信往来。
抗日战争时期，他积极参加抗日，曾任李默庵部西南干训处研究室主任及第32集团军参谋长。
抗战胜利后，寓居天津、上海等地，供职于上海自然科学社，从事科学研究工作。
中华人民共和国成立后，他曾任政务院参事室、国务院参事室参事。他是第二届至第四届中国人民政治协商会议全国委员会委员。
1968年3月7日，他在北京病逝。享年67岁。

## 著作
著有《回忆党的发起组织和赴法勤工俭学等情况》、《起义军在普宁》及《我在闽变中所作的主要工作——两到苏区》等。
译有《物观日本史》。《物观日本史》作者：佐野学（著）陈公培（译）出版社：神州国光社